# Église Notre-Dame d'Aigurande
Pour les articles homonymes, voir Église Notre-Dame et Notre-Dame.
L'église Notre-Dame d'Aigurande est une église catholique française. Elle est située sur le territoire de la commune d'Aigurande, dans le département de l'Indre, en région Centre-Val de Loire.

## Situation

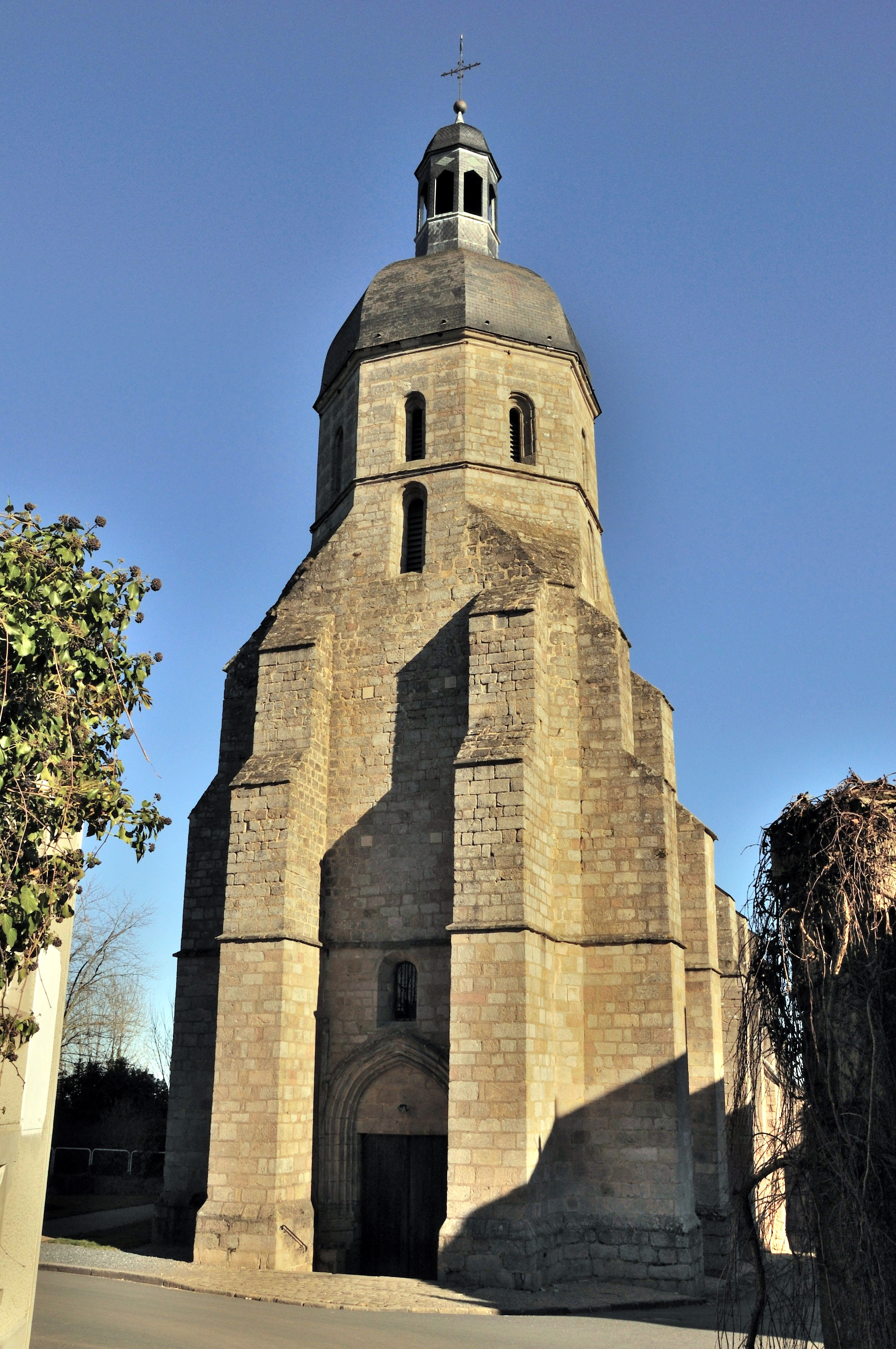
Façade ouest de l'église.

L'église se trouve dans la commune d'Aigurande, au sud du département de l'Indre, en région Centre-Val de Loire. Elle est située dans la région naturelle du Boischaut Sud. L'église dépend de l'archidiocèse de Bourges, du doyenné du Boischaut Sud et de la paroisse d'Aigurande.

## Histoire
L'église est construite entre le XIe siècle et le XVIe siècle.  L'édifice est inscrit au titre des monuments historiques, le 12 juin 1926.

## Description

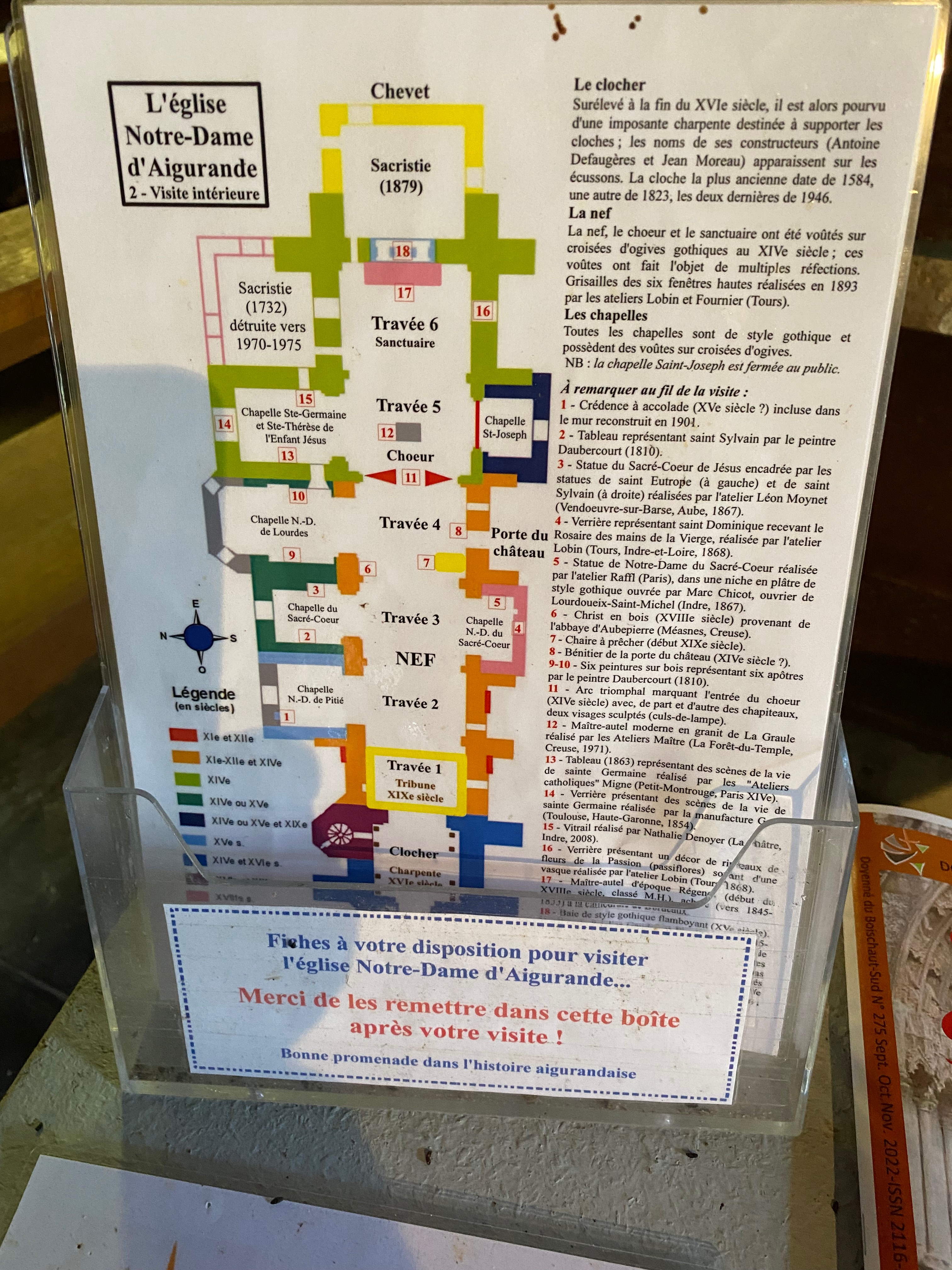
Plaque descriptive

L'église est construite entre le XIe siècle et le XVIe siècle : certaines parties des murs remontent au XIe siècle et au milieu du XIIIe siècle ; la tour-clocher est du XVe siècle ; les parties hautes du clocher et les chapelles latérales sont du XVIe siècle,
L’église est à nef unique, agrémentée de plusieurs chapelles latérales. La nef est composée de quatre travées, suivie d’un chœur et d'un sanctuaire sur deux travées; les quatre premières travées sont les plus anciennes, les deux dernières sont plus récentes. Le sanctuaire, à chevet plat est plus récent. La nef, le chœur, les chapelles latérales et le sanctuaire ont été voûtés sur croisée d’ogives au XIVe siècle ; les voûtes ont été restaurées à plusieurs reprises.
Sur le côté Nord, quatre des six travées sont dotées d’une chapelle latérale.  Sur le côté sud, deux chapelles, dont l'une est fermée. 
Parmi les objets mobilier ou de décoration, il y a le Maître autel, d’époque Régence (début du XVIIIe siècle). Plusieurs vitraux datent de la fin du XIXe siècle et sont de l'atelier Lobin, comme dans la chapelle Sainte-Germaine et Sainte-Thérèse. Dans la même chapelle, un petit vitrail contemporain de Nathalie Desnoyers, datant de 2008.
Six tableaux : Saint Jacques fils d'Alphée, Saint Mathias, Saint Simon, Saint André, Saint Matthieu, et Saint Barthélémy sont classés dans la base Palissy .
Le clocher est surélevé à la fin du XVIe siècle ; il est alors pourvu d'une charpente destinée à supporter les cloches ; les noms de ses constructeurs (Antoine Defaugères et Jean Moreau) apparaissent sur les écussons. La cloche la plus ancienne date de 1584, une autre de 1823, les deux dernières de 1946.
Une légendeEn 1406, trois hommes volent de nuit trois calices d'argent doré. Ils sont retrouvés, questionnés, avouent, puis sont exécutés par pendaison. Le receleur dénoncé, Geufroy Peletier, prit d'abord la fuite avant de se raviser et de proposer une compensation au curé et à la population. Face à leur refus et leur désir de l'exécuter, il demande la grâce royale et obtient ses lettres de rémission en mars 1407.

## Photographies de l'intérieur

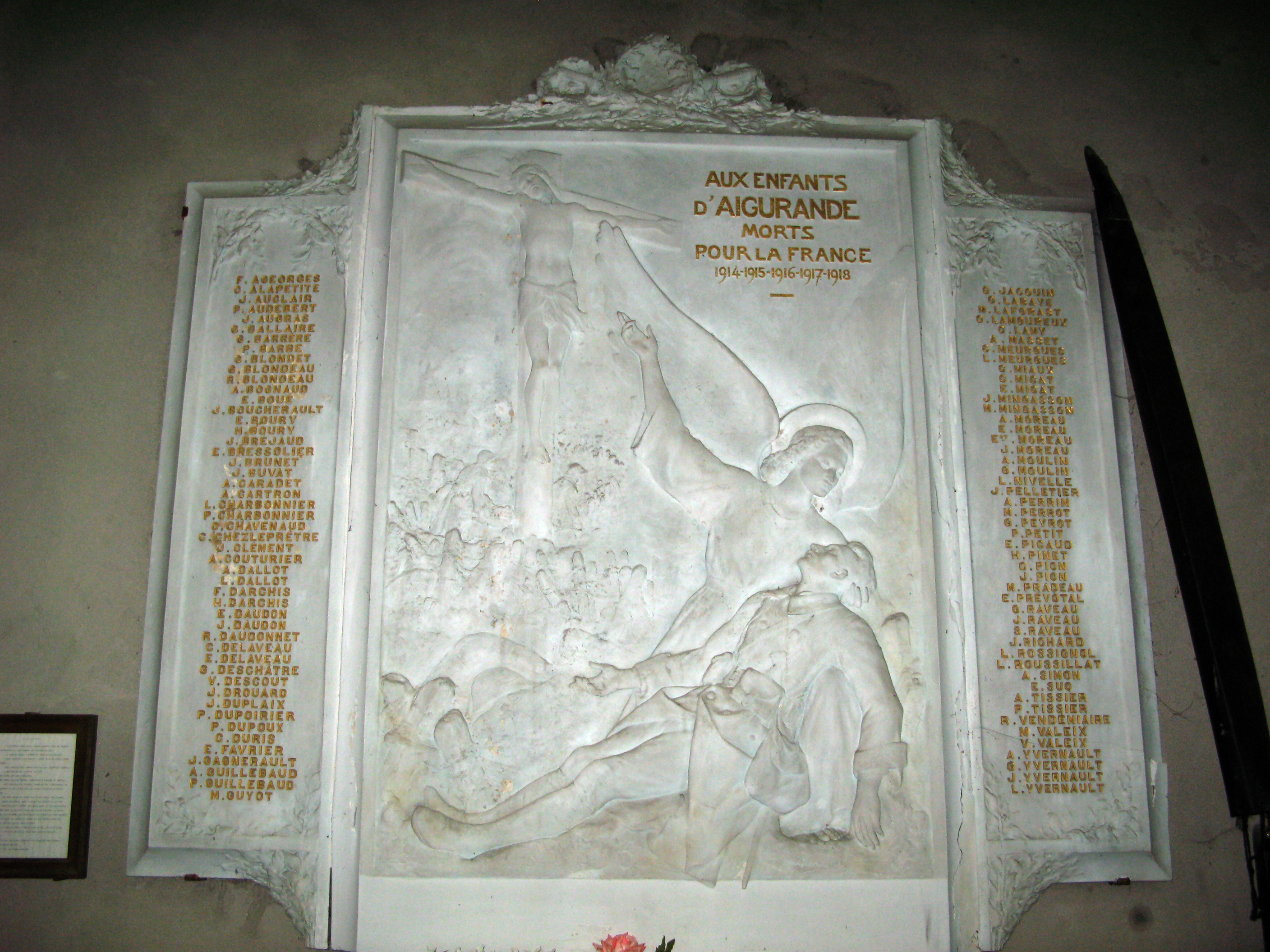
Plaque en hommage aux soldats tués en 1914-1918.
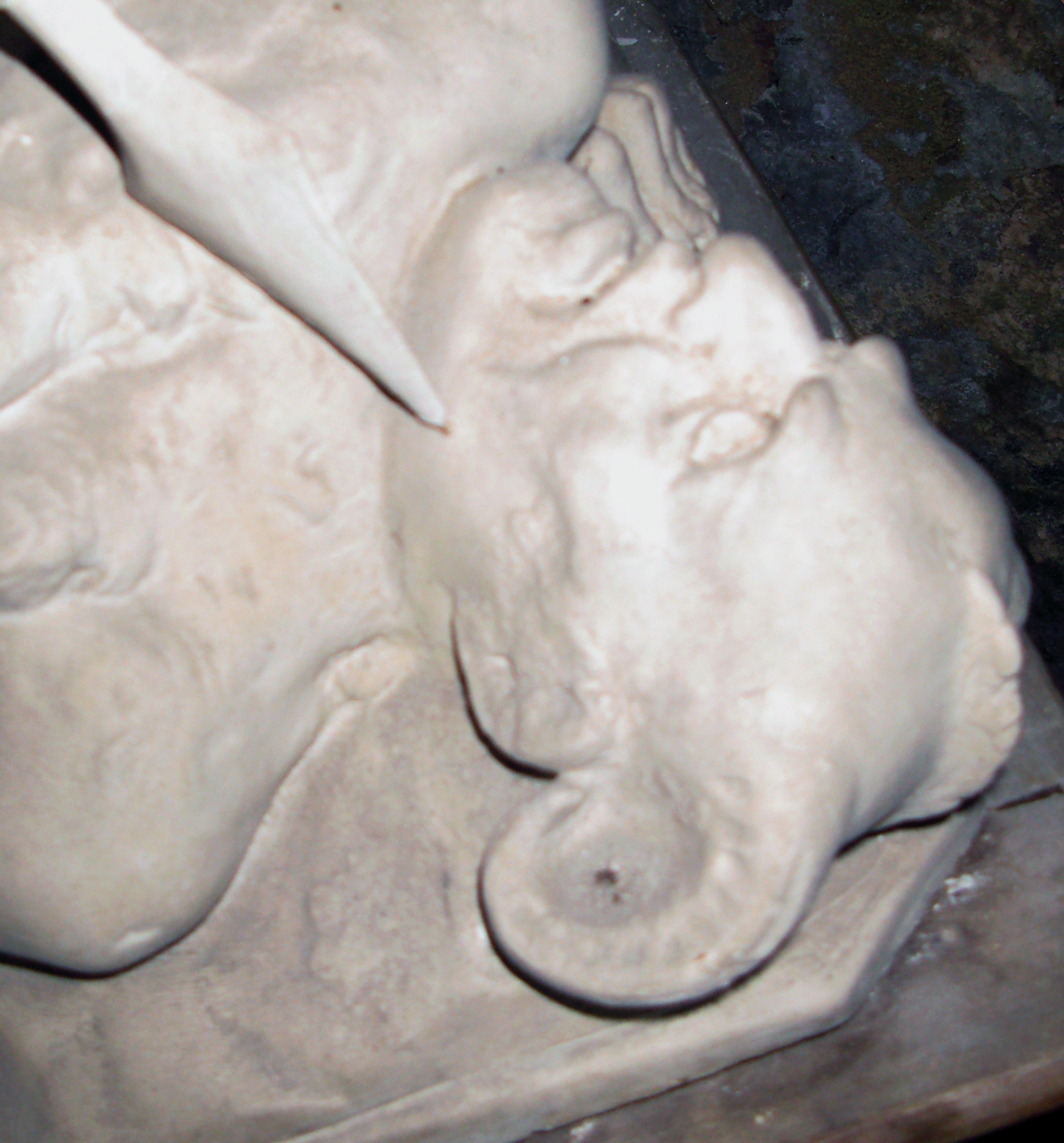
Statue de Saint-Michel (détail).
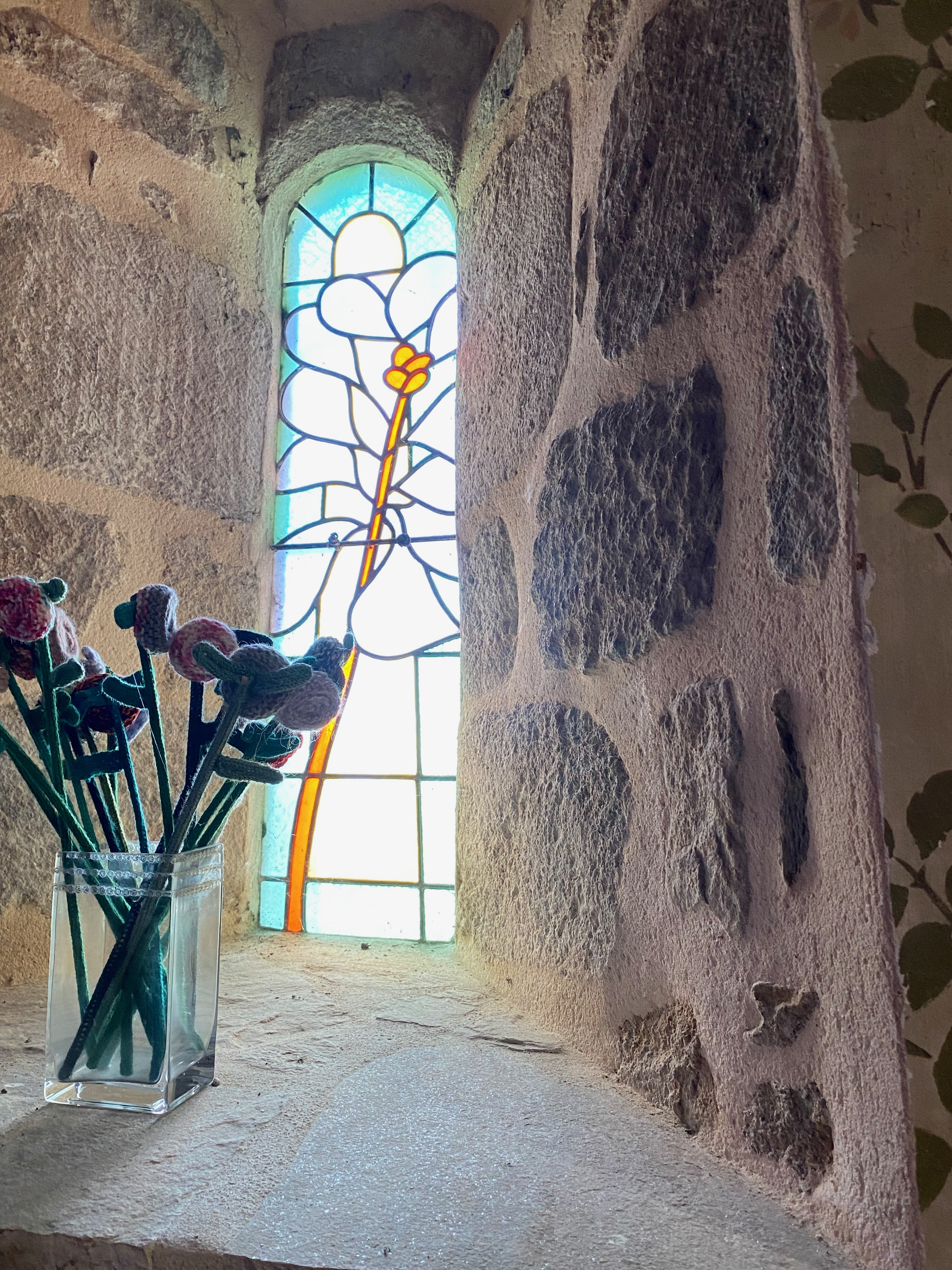
La verrière de Nathalie Desnoyers.
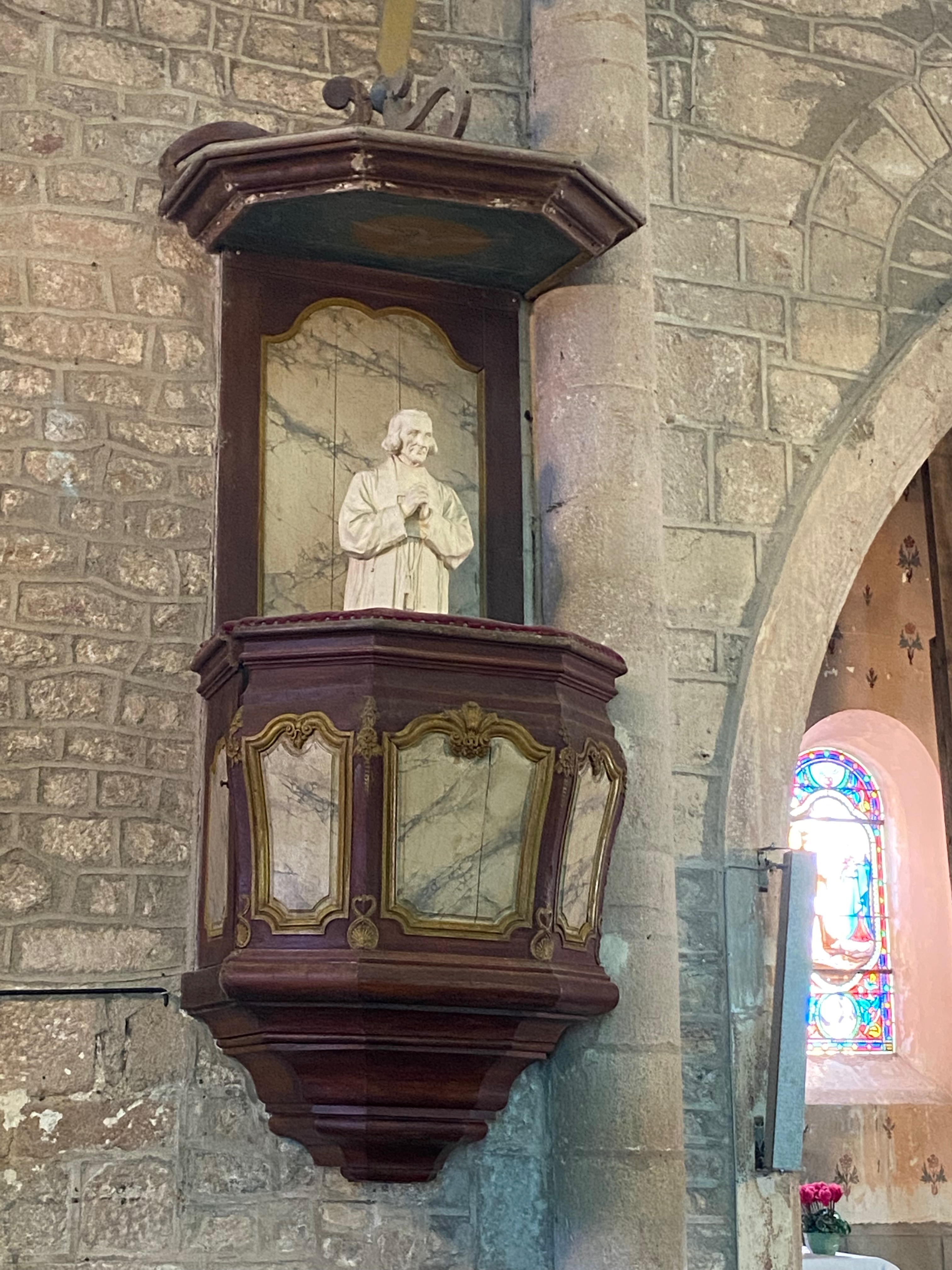
Chaire (occupée).